# Norberto Murara Neto
Norberto Murara Neto (Araxá, 19 juli 1989) is een Braziliaans doelman in het betaald voetbal. Hij komt sinds augustus 2022 uit voor AFC Bournemouth, dat hem in 2024 verhuurde aan Arsenal FC. Neto debuteerde in 2018 in het Braziliaans voetbalelftal.

## Clubcarrière
Neto maakte zijn debuut in het betaald voetbal bij CA Paranaense in de Braziliaanse Série A op 16 augustus 2009, in de met 3–0 gewonnen competitiewedstrijd tegen Grêmio Barueri. Hij stond de gehele wedstrijd in het doel van Paranaense en behield een clean sheet; zijn tegenstander, Grêmio-doelman Renê, kreeg in de 57ste minuut een rode kaart. In het seizoen 2010 was Neto basisspeler bij Paranaense en speelde hij 34 wedstrijden. In het eerste competitieduel van het seizoen, de ontmoeting met SC Corinthians (2–1 verlies), kreeg Neto zelf na zeventig minuten speeltijd een rode kaart. Eerder had ploeggenoot Paulo Baier ook al een rode kaart gekregen; reservedoelman João Carlos werd derhalve in het veld gebracht in ruil voor een veldspeler. Toen zijn schorsing afliep, keerde Neto terug in het doel en miste hij geen enkele competitiewedstrijd meer tot in oktober, toen hij werd opgeroepen voor het nationaal elftal. Op 8 januari 2011 verliet Neto de Braziliaanse competitie en tekende hij een contract voor vierenhalf jaar bij het Italiaanse ACF Fiorentina. Hij maakte zijn debuut voor Fiorentina op 24 november 2011 in de Coppa Italia tegen Empoli FC. Fiorentina won met 2–1 en bereikte zo de achtste finale. Neto speelde in zijn eerste drie seizoenen bij de club vrijwel geen wedstrijden, maar fungeerde als reservedoelman achter de Pool Artur Boruc. In de jaargang 2013/14 was Neto de eerste doelman bij Fiorentina. Hij speelde alle competitiewedstrijden, op de drie laatste na – een blessure weerhield hem van het spelen van de seizoensontknoping. In het bekertoernooi kwam hij ook in alle wedstrijden in actie, waaronder de op 3 mei 2014 van SSC Napoli verloren finale (1–3). In de UEFA Europa League 2013/14 speelde Neto negen duels; op 20 maart werd Fiorentina uitgeschakeld in de achtste finale door competitiegenoot Juventus (0–1). Van de Engelse arbiter Howard Webb kreeg Neto in de 90ste minuut een gele kaart. In het seizoen 2014/15 speelde Neto in alle competities tezamen 38 wedstrijden, waaronder de verloren halve finales in de UEFA Europa League tegen Sevilla FC (0–5 over twee duels). Op 24 mei 2015 speelde hij in de Serie A tegen US Palermo (2–3 winst) zijn laatste wedstrijd in dienst van ACF Fiorentina. In vijf seizoenen speelde Neto in totaal 101 wedstrijden. In 34 van die wedstrijden behaalde hij een clean sheet; in totaal incasseerde hij 113 doelpunten.
Na vijf seizoenen bij Fiorentina was Neto transfervrij. Hij tekende in juli 2015 een contract tot medio 2019 bij Juventus, de kampioen van Italië in het voorgaande seizoen. Hier lukte het hem niet om Gianluigi Buffon uit de basis te spelen. Hij verhuisde in juli 2017 vervolgens naar Valencia CF. Hier werd hij wel weer eerste keus in het doel. Hij won in het seizoen 2018/19 met Valencia de Copa del Rey, de eerste prijs die de club in elf jaar behaalde. Neto verruilde Valencia in juli 2019 vervolgens voor FC Barcelona, terwijl Jasper Cillessen op datzelfde moment de omgekeerde weg bewandelde. Hij was 3 jaar reserve-keeper bij de Catalaanse hoofdmacht, voordat hij in augustus 2022 een transfervrij een overstap maakte naar promovendus AFC Bournemouth.
Neto wordt voor het seizoen 2024/2025 door AFC Bournemouth uitgeleend aan Arsenal FC. In Londen vervuld hij de rol van tweede keeper achter David Raya. Kepa Arrizabalaga kwam eind augustus 2024 op huurbasis over van Chelsea naar AFC Bournemouth. Hierdoor was Neto niet meer zeker van een basisplaats bij de Cherries. 

## Interlandcarrière
Neto werd in oktober 2010 voor het eerst opgeroepen voor het Braziliaans voetbalelftal. In 2012 nam hij met Brazilië –23 deel aan de Olympische Zomerspelen in Londen. Hij speelde mee in twee wedstrijden. Tijdens de van Mexico verloren finale zat Neto op de reservebank. In 2015 werd Neto als vervanger voor de geblesseerde Diego Alves Carreira aangewezen door bondscoach Dunga in de selectie voor de Copa América 2015. Op het toernooi, waarop Brazilië in de kwartfinale na strafschoppen werd uitgeschakeld door Paraguay, fungeerde hij als reserve achter eerste doelman Jefferson.

## Erelijst
| Competitie       |          |                  |          |          |
| Competitie       | Aantal   | Jaren            |          |          |
| Juventus         | Juventus | Juventus         | Juventus | Juventus |
| ---------------- | -------- | ---------------- | -------- | -------- |
| Kampioen Serie A | 2x       | 2015/16, 2016/17 |          |          |
| Coppa Italia     | 1x       | 2015/16          |          |          |
| Supercoppa       | 1x       | 2015             |          |          |
| Valencia CF      |          |                  |          |          |
| Copa del Rey     | 1x       | 2018/19          |          |          |
| FC Barcelona     |          |                  |          |          |
| Copa del Rey     | 1x       | 2020/21          |          |          |

2 Saliba ·
3 Tierney ·
4 White ·
5 Partey ·
6 Gabriel ·
7 Saka ·
8 Ødegaard ·
9 Jesus ·
11 Martinelli ·
12 Timber ·
15 Kiwior ·
17 Zintsjenko ·
18 Tomiyasu ·
19 Trossard ·
20 Jorginho ·
22 Raya ·
23 Merino ·
29 Havertz ·
30 Sterling ·
32 Neto ·
33 Calafiori ·
41 Rice ·
49 Lewis-Skelly ·
53 Nwaneri ·
Coach: Arteta
· Assistent-coach: Stuivenberg
1 Gabriel ·
2 Rafael ·
3 Thiago Silva  ·
4 Juan Jesus ·
5 Sandro Raniere ·
6 Marcelo ·
7 Lucas Moura ·
8 Rômulo ·
9 Leandro Damião ·
10 Oscar ·
11 Neymar ·
12 Hulk ·
13 Bruno Uvini ·
14 Danilo ·
15 Alex Sandro ·
16 Ganso ·
17 Alexandre Pato ·
18 Neto ·
Coach: Menezes